# Shiselweni II
Shiselweni II (ehemals: Mbangweni) ist ein Inkhundla (Verwaltungseinheit) in der Region Shiselweni in Eswatini. Es ist 303 km² groß. Die Verwaltungseinheit hatte 2007 gemäß Volkszählung 26.067 Einwohner.

## Geographie
Das Inkhundla liegt im hügeligen Südwesten der Region Shiselweni. Es hat im Osten eine kurze gemeinsame Grenze mit dem Inkhundla Shiselweni I. Hauptverkehrsadern sind die MR 9, MR 11 und MR13.

## Gliederung
Das Inkhundla gliedert sich in die neun Imiphakatsi (Häuptlingsbezirke) Embheka, Mahlalini, Makhwelela, Mbabala, Mbangweni, Mbeka, Mkhitsini, Mpangisweni und Sikhotseni.